# Lubumbashi nemzetközi repülőtér
A Lubumbashi nemzetközi repülőtér (IATA: FBM, ICAO: FZQA) a Kongói Demokratikus Köztársaság Felső-Katanga tartománya fővárosának, Lubumbashinak a repülőtere. A helyiek Luano repülőtérnek is nevezik.

## Légitársaságok és úticélok
2023-ban a Lubumbashi nemzetközi repülőtérről az alábbi járatok indulnak:

### Személy
| Légitársaság                   | Célállomások                                                    |
| ------------------------------ | --------------------------------------------------------------- |
| Airlink                        | Johannesburg–O. R. Tambo                                        |
| Air Tanzania                   | Dar es Salaam                                                   |
| Compagnie Africaine d'Aviation | Kalemie, Kamina, Kinshasa–N'djili, Kolwezi, Mbuji Mayi          |
| Congo Airways                  | Johannesburg–O. R. Tambo, Kananga, Kinshasa–N'djili, Mbuji-Mayi |
| Ethiopian Airlines             | Addis Ababa                                                     |
| Kenya Airways                  | Nairobi–Jomo Kenyatta                                           |
| Mahogany Air                   | Lusaka, Ndola                                                   |
| RwandAir                       | Kigali                                                          |

### Cargo
| Légitársaság | Célállomások |
| ------------ | ------------ |
| Cargolux     | Luxembourg   |